# Cruzeta
Cruzeta este un oraș în Rio Grande do Norte (RN), Brazilia.